# Madon (rzeka)
Madon – rzeka we Francji, przepływająca przez tereny departamentów Wogezy oraz Meurthe i Mozela, o długości 96,9 km. Stanowi dopływ rzeki Mozeli.